# فرست سیتیزنس بنکشیرز
فرست سیتیزنس بنکشیرز (انگلیسی: First Citizens BancShares) شرکت خدمات مالی و بانکداری آمریکایی است، که در سال ۱۸۹۸ تأسیس شد.